# Грънчарско хоро
Грънчарско хоро е вид български народен танц от Северняшката фолклорна област.. Размерът на такта е 9/8, неравноделен, четириделен, с втори дълъг дял. С краката се правят вертикални кръгове, наподобяващи движението на грънчарското колело. И от там идва името му – грънчарско.
Макар и рядко Грънчарското хоро се среща и в Македонската фолклорна област, но в много бавно темпо.